# Chris Cooper
Christopher W. "Chris" Cooper (født 9. juli 1951) er en amerikansk filmskuespiller, bedst kendt for sine roller i American Beauty, Capote, October Sky, Seabiscuit og Orkidé-tyven, for hvilken han vandt en Oscar for bedste mandlige birolle.

## Filmografi
- Hesteviskeren (1998)
- October Sky (1999)
- American Beauty (1999)
- Jeg, mig & Irene (2000)
- The Patriot (2000)
- The Bourne Identity (2002)
- Adaptation (2002)
- Seabiscuit (2003)
- The Bourne Supremacy (2004)
- Capote (2005)
- Jarhead (2005)
- Syriana (2005)
- The Kingdom (2007)
- Villy Vilddyr - og landet med de vilde krabater (2009)
- The Amazing Spider-Man 2 (2014)
- ‘’((Lone Star)